# Théâtre d'Autun
Pour le théâtre antique, voir Théâtre romain d'Autun.
Le théâtre d'Autun est un théâtre à Autun, avenue Charles-de-Gaulle, dans le département français de Saône-et-Loire et la région Bourgogne-Franche-Comté.

## Historique

### Ancienne salle de spectacles
La première salle de spectacles d'Autun est aménagée en 1763 par la ville dans l'ancien réfectoire du Chapitre de la cathédrale à la demande de l'intendant de la province Villeneuve. Le Chapitre demande cependant dès l'année suivante à pouvoir de nouveau occuper le bâtiment. Un premier projet est alors mis en place pour construire une salle jouxtant l'hôtel Saint-Louis et de la Poste, rue de l'Arbalète, mais il doit être abandonné en raison d'un manque de matériaux. La salle de spectacles est finalement construite au sud du Champ-de-Mars en 1779, avec un retard de quatre ans probablement dû à un manque de fonds. Elle est jointe avec une salle au blé demandée par la population. Les plans sont réalisés par le sous-ingénieur des États de Bourgogne Antoine. Ils voient la contestation des habitants dont le bâtiment ferme l'accès à la place, sans succès.
Seulement dix ans après son édification, l'édifice présente plusieurs détériorations. Celles-ci se poursuivent et conduisent à sa démolition en 1875. La construction d'une nouvelle salle des fêtes, toujours réunit avec la halle au blé, débute en 1881 et se poursuit pendant trois ans. Le nouveau bâtiment occupe aussi l'emplacement de l'ancien hôtel d'Aligny acquis par la ville.

### Protection
Il fait l'objet d'une inscription au titre des monuments historiques depuis le 12 septembre 1991.